# Leichtathletik-Ozeanienmeisterschaften
Die Leichtathletik-Ozeanienmeisterschaften sind Wettkämpfe, die von der Oceania Athletics Association (OAA), dem ozeanischen Kontinentalverband, durchgeführt werden, um Kontinentalmeister in den einzelnen Disziplinen der Leichtathletik zu ermitteln.

## Veranstaltungen
| Nr. | Jahr | Stadt        | Land                   | Datum                 | Stadion                   |
| --- | ---- | ------------ | ---------------------- | --------------------- | ------------------------- |
| 01. | 1990 | Suva         | Fidschi                | 11. bis 14. Juli      | TFL National Stadium      |
| 02. | 1994 | Auckland     | Neuseeland             | 23. bis 26. Februar   |                           |
| 03. | 1996 | Townsville   | Australien             | 28. bis 30. November  |                           |
| 04. | 1998 | Nukuʻalofa   | Tonga                  | 27. und 28. August    | Teufaiva Sport Stadium    |
| 05. | 2000 | Adelaide     | Australien             | 24. bis 26. August    | Santos Stadium            |
| 06. | 2002 | Christchurch | Neuseeland             | 12. bis 14. Dezember  | Queen Elizabeth II Park   |
| 07. | 2004 | Townsville   | Australien             | 16. bis 18. Dezember  | Townsville Sports Reserve |
| 08. | 2006 | Apia         | Samoa                  | 12. bis 16. Dezember  | Apia Park                 |
| 09. | 2008 | Saipan       | Nördliche Marianen     | 25. bis 28. Juni      | Oleai Sports Complex      |
| 10. | 2010 | Cairns       | Australien             | 23. bis 25. September | Barlow Park               |
| 11. | 2011 | Apia         | Samoa                  | 21. bis 23. Juni      | Apia Park                 |
| 12. | 2012 | Cairns       | Australien             | 27. bis 29. Juni      | Barlow Park               |
| 13. | 2013 | Papeete      | Französisch-Polynesien | 3. bis 5. Juni        | Stade Pater Te Hono Nui   |
| 14. | 2014 | Rarotonga    | Cookinseln             | 24. bis 26. Juni      | Avarua National Stadium   |
| 15. | 2015 | Cairns       | Australien             | 8. bis 10. Mai        | Barlow Park               |
| 16. | 2017 | Suva         | Fidschi                | 28. Juni bis 1. Juli  | TFL National Stadium      |
| 17. | 2019 | Townsville   | Australien             | 25. bis 28. Juni      | Townsville Sports Reserve |
| 18. | 2022 | Mackay       | Australien             | Juni                  |                           |

## Meisterschaftsrekorde

### Männer
| Disziplin          | Rekord             | Athlet                                              | Datum              | Ort        |
| ------------------ | ------------------ | --------------------------------------------------- | ------------------ | ---------- |
| 100 m              | 10,19 s (+1,2 m/s) | Jake Doran                                          | 7. Juni 2022       | Mackay     |
| 200 m              | 20,57 s (+1,6 m/s) | Jeremy Dodson                                       | 8. Mai 2015        | Cairns     |
| 400 m              | 46,12 s            | Steven Solomon                                      | 27. Juni 2019      | Townsville |
| 800 m              | 1:49,34 min        | Joshua Ralph                                        | 27. Juni 2019      | Townsville |
| 1500 m             | 3:41,91 min        | Jeremy Roff                                         | 25. September 2010 | Cairns     |
| 5000 m             | 13:46,39 min       | Sam McEntee                                         | 9. Juni 2022       | Mackay     |
| 10.000 m           | 29:19,99 min       | Harry Summers                                       | 28. Juni 2019      | Townsville |
| 110 m Hürden       | 13,43 s (+1,7 m/s) | Nicholas Hough                                      | 9. Juni 2022       | Mackay     |
| 400 m Hürden       | 50,69 s            | Michael Cochrane                                    | 10. Mai 2015       | Cairns     |
| 3000 m Hindernis   | 8:41,15 min        | Ben Buckingham                                      | 27. Juni 2019      | Townsville |
| 4 × 100 m Staffel  | 39,36 s            | Jake Doran Alex Hartmann Jack Hale Zach Holdsworth  | 27. Juni 2019      | Townsville |
| 4 × 400 m Staffel  | 3:02,50 min        | Alexander Beck Tyler Gunn Ian Halpin Steven Solomon | 28. Juni 2019      | Townsville |
| 5000 m Bahngehen   | 19:57,43 min       | Rhydian Cowley                                      | 9. Juni 2022       | Mackay     |
| 10.000 m Bahngehen | 41:57,57 min       | Rhydian Cowley                                      | 25. Juni 2019      | Townsville |
| Hochsprung         | 2,30 m             | Hamish Kerr                                         | 26. Juni 2019      | Townsville |
| Stabhochsprung     | 5,40 m             | Angus Armstrong                                     | 25. Juni 2019      | Townsville |
| Weitsprung         | 7,91 m (0,0 m/s)   | Henry Smith                                         | 26. Juni 2019      | Townsville |
| Dreisprung         | 16,21 m (0,,0 m/s) | Julian Konle                                        | 8. Juni 2022       | Mackay     |
| Kugelstoßen        | 20,75 m            | Jacko Gill                                          | 27. Juni 2019      | Townsville |
| Diskuswurf         | 61,12 m            | Alex Rose                                           | 1. Juli 2017       | Suva       |
| Hammerwurf         | 60,09 m            | Ned Weatherly                                       | 9. Juni 2022       | Mackay     |
| Speerwurf          | 79,25 m            | Cruz Hogan                                          | 7. Juni 2022       | Mackay     |
| Zehnkampf          | 8103 Punkte        | Ashley Moloney                                      | 26. Juni 2019      | Townsville |

### Frauen
| Disziplin          | Rekord             | Athletin                                             | Datum              | Ort        |
| ------------------ | ------------------ | ---------------------------------------------------- | ------------------ | ---------- |
| 100 m              | 11,09 s (+0,8 m/s) | Zoe Hobbs                                            | 7. Juni 2022       | Mackay     |
| 200 m              | 23,24 s (+0,4 m/s) | Toea Wisil                                           | 1. Juli 2017       | Suva       |
| 400 m              | 52,76 s            | Bendere Oboya                                        | 27. Juni 2019      | Townsville |
| 800 m              | 2:02,16 min        | Catriona Bisset                                      | 27. Juni 2019      | Townsville |
| 1500 m             | 4:12,33 min        | Claudia Hollingsworth                                | 7. Juni 2022       | Mackay     |
| 5000 m             | 15:41,44 min       | Melissa Duncan                                       | 25. Juni 2019      | Townsville |
| 10.000 m           | 37:54,60 min       | Sharon Firisua                                       | 1. Juli 2017       | Suva       |
| 100 m Hürden       | 13,55 s (−0,4 m/s) | Andrea Miller                                        | 24. September 2010 | Cairns     |
| 400 m Hürden       | 55,98 s            | Sarah Carli                                          | 8. Juni 2022       | Mackay     |
| 3000 m Hindernis   | 11:10,48 min       | Rama Kumilgo                                         | 10. Mai 2015       | Cairns     |
| 4 × 100 m Staffel  | 44,06 s            | Ella Connolly Bree Masters Monique Quirk Naa Anang   | 9. Juni 2022       | Mackay     |
| 4 × 400 m Staffel  | 3:35,03 min        | Camryn Smart Georgia Hulls Rosie Elliott Isabel Neal | 9. Juni 2022       | Mackay     |
| 5000 m Bahngehen   | 21:57,48 min       | Claire Tallent                                       | 27. Juni 2012      | Cairns     |
| 10.000 m Bahngehen | 43:50,84 min       | Jemima Montag                                        | 25. Juni 2019      | Townsville |
| Hochsprung         | 1,80 m             | Elizabeth Lamb                                       | 23. September 2010 | Cairns     |
| Hochsprung         | 1,80 m             | Ashleigh Reid                                        | 10. Mai 2015       | Cairns     |
| Stabhochsprung     | 4,00 m             | Jamie Scroop                                         | 29. Juni 2017      | Suva       |
| Weitsprung         | 6,50 m (+0,9 m/s)  | Rellie Kaputin                                       | 25. Juni 2019      | Townsville |
| Dreisprung         | 13,56 m (+1,9 m/s) | Kayla Cuba                                           | 8. Juni 2022       | Mackay     |
| Kugelstoßen        | 18,04 m            | Maddison-Lee Wesche                                  | 25. Juni 2019      | Townsville |
| Diskuswurf         | 58,32 m            | Beatrice Faumuina                                    | 25. September 2010 | Cairns     |
| Hammerwurf         | 71,39 m            | Julia Ratcliffe                                      | 28. Juni 2019      | Townsville |
| Speerwurf          | 65,61 m            | Kelsey-Lee Barber                                    | 28. Juni 2019      | Townsville |
| Siebenkampf        | 5945 Punkte        | Taneille Crase                                       | 8. Juni 2022       | Mackay     |

## Goldmedaillenspiegel (Stand: 2010)
| - Neuseeland (134 – 69 M/65 F) - Australien (67 – 31 M/36 F) - Papua-Neuguinea (52 – 32 M/20 F) - Fidschi (49 – 27 M/22 F) - Samoa (22 – 18 M/4 F) - Tonga (19 – 4 M/15 F) | - Französisch-Polynesien (9 – 3 M/6 F) - Neukaledonien (8 – 6 M/2 F) - Vanuatu (7 – 3 M/4 F) - Guam (5 – 3 M/2 F) - Norfolkinsel (5 – 3 M/2 F) - Salomonen (5 – 5 M/0 F) | - Cookinseln (4 – 0 M/4 F) - Tahiti (4 – 4 M/0 F) - Amerikanisch-Samoa (1 – 0 M/1 F) - Indonesien (1 – 1 M/0 F) - Kiribati (1 – 1 M/0 F) |